# Kulturna baština
Kulturna baština ("nacionalna baština" ili samo "baština"), naslijeđe fizičkih artefakata i nematerijalnih atributa neke grupe ili društva koje čini ostavštinu prošlih generacija,  te se brižno čuva u sadašnjosti kako bi bilo ostavljeno u naslijeđe za dobrobit budućim generacijama. Često se međutim događa da sljedeća generacija odbaci ono što je prethodna generacija smatrala kulturnom baštinom, pa ponovo oživljavanje baštine uslijedi tek nakon smjene još jedne generacije.
Fizička, opipljiva ili "materijalna kulturna baština" (nepokretna kulturna baština) uključuje građevine i povijesne lokalitete, spomenike, artefakte i dr. što se smatra vrijednim očuvanja za budućnost. U to su uključeni predmeti značajni za arheologiju, arhitekturu, znanost ili tehnologiju specifične kulture. 
Kulturno dobro je svako dobro od državnog interesa koje uživa osobnu državnu zaštitu. U širem smislu, kulturno dobro je kulturna baština koja pripada nekoj skupini ili društvu, tj. „nešto što ima i bit će očuvano kao kulturna vrijednost”
"Prirodna baština" također čini važan dio kulture koji obuhvaća ruralni i prirodni okoliš s pripadajućom florom i faunom što se u znanosti naziva bioraznolikost. Ovakva vrsta lokacija sa zaštićenom baštinom često služi kao važna komponenta u turističkoj industriji neke zemlje koja privlači mnogo domaćih i stranih posjetitelja.
Baština koja je kroz povijest ostala očuvana često je jedinstvena i nenadomjestiva, te ostavlja odgovornost očuvanja na sljedeću generaciju. Manje predmete poput umjetničkih djela i ostalih kulturnih remek-djela prikupljaju muzeji i umjetničke galerije. Građanske organizacije i političke grupe često su bile uspješne u davanju nužne potpore u očuvanju baštine mnogih naroda za budućnost.
Posebnu važnost ima Konvencija o zaštiti svjetske kulturne i prirodne baštine koju je 1972. prihvatila Opća konferencija UNESCO-a. Prema stanju iz 2018. na popisu se nalazi 1092 mjesta svjetske baštine od čega 845 kulturnih, 209 prirodna i 38 mješovitih lokaliteta u 167 svjetskih zemalja. Svaki od tih lokaliteta međunarodna zajednica smatra značajnim. 
Šira definicija uključuje nematerijalne aspekte pojedine kulture koja je očuvana društvenim običajima tijekom specifičnog povijesnog perioda. Načini i sredstva ponašanja u društvu, a često i formalna pravila djelovanja u specifičnoj kulturnoj klimi čine dio kulturne baštine. Primjeri koji se mogu svrstati u tu kategoriju jesu društvene vrijednosti i tradicije, običaji i prakse, estetska i duhovna vjerovanja, umjetničke ekspresije, jezik te ostali aspekti ljudske aktivnosti. Značenje fizičkih artefakata može se iskoristiti za interpretaciju socioekonomskih, političkih, etničkih, religijskih i filzofskih vrijednosti specifične grupe ljudi. Naravno, nematerijalnu kulturnu baštinu mnogo je teže očuvati nego fizičke predmete.

## Poticaj za očuvanje artefakata
Predmeti su važni za proučavanje ljudske povijesti jer pružaju konkretnu osnovu za ideje, te mogu poslužiti u njihovoj procjeni. Očuvanje predmeta demonstrira priznanje potrebe prošlosti i stvari da predoče svoju priču. U djelu Past is a Foreign Country (Prošlost je strana zemlja) David Lowenthal zamjećuje kako očuvani predmeti također procjenjuju sjećanja, a aktualnost predmeta nasuprot reprodukciji ili surogatu ocrtava ljude u prošlosti i pruža im doslovce mogućnost doticanja prošlosti. Ovo nažalost predstavlja opasnost jer mjesta i stvari mogu oštetiti ruke turista, svjetlo potrebno za njihov prikaz, te ostali rizici koji čine predmete poznatima i dostupnima. Realnost ovog rizika potvrđuje činjenicu da su svi artefakti u konstantnom stanju kemijske transformacije tako da ono što se smatra očuvanima zapravo se mijenja – nikada nije onakvo kakvo je bilo. Slično tome promjena predstavlja vrijednost koju svaka generacija postavlja na prošlost i na artefakte koji je povezuju s prošlošću.

## Više informacija
Teorije i metode
- Digitalna pohrana
- Filmska pohrana
- Pohrana gramofonskih ploča
- Povijesna pohrana
- Konzervacija-restauracija
- Dokumentiranje kulturne baštine

Ostalo
- DigiCULT
- English Heritage
- ERPANET
- Etnobotanika
- Folklor
- ICOMOS
- Kanadski registar povijesnih lokaliteta
- Kolekcionarstvo
- Lokaliteti svjetske baštine
- MICHAEL (webportal)
- Muzeologija
- National Monuments Record
- Nacionalni registar povijesnih lokaliteta
- Nematerijalna kulturna baština
- Povelja iz Burre
- Problemi intelektualnog vlasništva u kulturnoj baštini (IPinCH)
- Remek-djela usmene i nematerijalne baštine čovječanstva
- Turizam kulturne baštine
- Upravljanje kulturnom baštinom
- UNESCO
- Virtualna baština

## Vanjske poveznice
- http://kultura.hr/
- Kulturna baština, informacije UNESCO-a
- Međunarodni centar za proučavanje konzervacije i restauracije kulturnog vlasništva
- Međunarodno vijeće muzeja
- Međunarodno vijeće za spomenike i lokalitete